# Station Włocławek Brzezie
Station Włocławek Brzezie is een spoorwegstation in de Poolse plaats Włocławek.